# Карица (дем Дион-Олимп)
Вижте пояснителната страница за други значения на Карица.
Карѝца (на гръцки: Καρίτσα) е село в Егейска Македония, Гърция, дем Дион-Олимп в административна област Централна Македония.

## География
Селото се намира на 20 m надморска височина, на около 10 km северно от демовия център Литохоро и на 13 km южно от Катерини.

## История
Селото е старо. Населението произвежда пшеница, тютюн, картофи и се занимава и със скотовъдство.
| Година    | 1913 | 1920 | 1928 | 1940 | 1951 | 1961 | 1971 | 1981 | 1991 | 2001 | 2011 | 2021 |
| --------- | ---- | ---- | ---- | ---- | ---- | ---- | ---- | ---- | ---- | ---- | ---- | ---- |
| Население | 829  | 775  | 997  | 1019 | 1309 | 1598 | 1751 | 1983 | 2205 | 2220 | 2025 | 1843 |

## Личности
Родени в Карица
- Адам Евангелу (Αδάμ Ευαγγέλου), гръцки андартски деец. четник в четата на Малеас[2]

Починали в Карица
- Георгиос Захилас (1898 – 1878), гръцки революционер